# El Pedró (Sant Climent de Llobregat)
El Pedró és una muntanya de 194 metres que es troba al municipi de Sant Climent de Llobregat, a la comarca del Baix Llobregat.